# Stenomylus
Stenomylus is een geslacht van uitgestorven zoogdieren dat voorkwam in het Vroeg-Mioceen.

## Beschrijving
Ondanks dat hij verwant was aan kamelen, leek dit negentig centimeter lange schaapachtige dier qua uiterlijk en levenswijze op Afrikaanse gazellen. Het was een kuddedier dat bij het geringste gevaar het hazenpad koos. Het dier had een lange en lichte hals en lange, slanke poten, met aan elke voet twee tenen, die overgingen in kleine hoeven. Een bijzonder kenmerk in de onderkaak waren de hoektanden en de eerste valse kiezen, die de vorm van snijtanden hadden aangenomen, hetgeen de indruk wekte alsof de onderkaak was bezet met tien snijtanden.
De nek van dit dier was erg langwerpig, waardoor het vaag leek op de hedendaagse gerenoek (Litocranius walleri). Het hoofd was klein, afgerond met een korte snuit. De nogal achterwaartse gelegen neusbeenderen suggereren bovendien de aanwezigheid van een kleine proboscis of op zijn minst van gespierde prehensile lippen. Dit kenmerk wordt nog meer geaccentueerd in de affiene (en enigszins posterieure) Rakomylus. Het gebit van Stenomylus was zeer gespecialiseerd: de voorste tanden waren klein van formaat en de derde snijtand, evenals de eerste premolaar, was vergelijkbaar met de hond (klein van formaat). De tweede en derde bovenste premolaren waren erg klein, en er was een diastema tussen de eerste en tweede premolaren. Zowel de bovenste als de onderste kiezen waren sterk ontwikkeld in hoogte (ipsodonti), maar waren veel langer dan breed en hadden wortels, zelfs bij volwassen individuen.

## Classificatie
Het geslacht Stenomylus werd voor het eerst beschreven door Peterson in 1907, op basis van fossiele resten gevonden in bodems van het lagere Mioceen van Nebraska. De typesoort is Stenomylus gracilis. Een andere bekende soort is Stenomylus hitchcocki, bekend van talloze exemplaren gevonden in het gebied van Agate Springs in Nebraska, in een steengroeve later bekend als 'Stenomylus Quarry'. De S. crassidens-soort is ook gevonden in het Agate Springs-gebied. De soort S. keelinensis uit Wyoming (door sommige geleerden toegeschreven aan het eigen subgenus Pegomylus) en S. taylori uit New Mexico zijn ook toegeschreven aan het geslacht Stenomylus. De S. tubutamensis-soort, uit het Onder-Mioceen van Mexico, is de kleinste van het geslacht. Stenomylus is een zeer gespecialiseerd geslacht van kameelachtigen, ingedeeld in een afzonderlijke subfamilie (Stenomylinae) die waarschijnlijk aan het einde van het Oligoceen is ontstaan. De specialisatie in de verlenging van de benen en in het terugtrekken van de neusbeenderen, evenals in het gebit, zal verder worden geaccentueerd in latere vormen zoals Rakomylus.

## Paleoecologie
Door de lange benen kon de Stenomylus snel rennen en springen in de Noord-Amerikaanse vlakten om aan roofdieren te ontsnappen. Hypododontale tanden waren waarschijnlijk nuttig voor het voeden met vezelachtig en hard materiaal zoals gras, dat in die tijd overheersend werd in de eindeloze graslanden van het continent.

## Vondsten
Resten van dit dier werden gevonden in Noord-Amerika, meer bepaald in de Amerikaanse staat Nebraska.